# Поліцейський (фільм, 1988)
Поліцейський (англ. Cop) — американський трилер 1988 року.

## Сюжет
Американський поліцейський Ллойд Гопкінс йде по сліду серійного вбивці, який вбиває жінок. У Ллойда починаються сімейні проблеми, через те що він змушений цілком присвятити себе пошуку маніяка. Розслідування приводить до письменниці Кетлін яка в день вбивств отримує квіти та вірші від невідомого шанувальника. Також з'ясовується, що всі потерпілі десять років тому вчилися в одній школі.

## У ролях
| Актор             | Роль                        |
| ----------------- | --------------------------- |
| Джеймс Вудс       | Ллойд Гопкінс               |
| Леслі Енн Воррен  | Кетлін Маккарті             |
| Чарльз Дернінг    | Датч Пелтц                  |
| Чарльз Гайд       | Делберт «Вайті» Гейнс       |
| Реймонд Дж. Беррі | капітан Фред Гаффні         |
| Ренді Брукс       | Джоані Пратт                |
| Стівен Ламберт    | Боббі Франко                |
| Крістофер Вінн    | Джек Гіббс                  |
| Джен МакГілл      | Джен Гопкінс                |
| Віккі Вочоуп      | Пенні Гопкінс               |
| Мелінда Лінч      | Сара Сміт                   |
| Джон Петіевіч     | заступник                   |
| Денніс Стюарт     | Лоуренс «Бірдман» Гендерсон |
| Ренді Пеліш       | співробітник                |
| Енні Макенро      | Емі Кренфілд                |
| Рік Маротта       | Вілсон                      |
| Майкл В. Аллен    | Гаррі                       |
| Гелен Пейдж Кемп  | Естель Пелтц                |
| Скотт Сендлер     | детектив                    |